# François Golse
Pour les articles homonymes, voir Golse.
François Golse (né le 10 septembre 1962 à Talence) est un mathématicien français.

## Carrière
François Golse effectue ses études universitaires à l’École normale supérieure, où il est entré en 1981 et passe l’agrégation de mathématiques en 1983. Il obtient ensuite son doctorat en 1986, à l'université Paris-XIII sous la direction de Claude Bardos avec une thèse intitulée « Contribution à l'étude des équations du transfert radiatif ». En 1987, il est chercheur du CNRS à l'École normale supérieure. En 1989, il est professeur à l’université Paris-Diderot. Il est, depuis 2006, professeur à l'École polytechnique.
Golse traite des équations aux dérivées partielles. Avec Laure Saint-Raymond, il a montré, en 2004, une connexion entre les solutions faibles de l'équation de Boltzmann avec les solutions de Leray des équations de Navier-Stokes incompressibles. Pour ces résultats mathématiques en dynamique des fluides, il est co-lauréat en 2006, avec Laure Saint-Raymond, du prix SIAG-APDE de la Society for Industrial and Applied Mathematics (SIAM) pour un travail sur les équations aux dérivées partielles. Il traite également d'autres équations de la physique mathématique, dont la théorie de Hartree-Fock.

## Prix et distinctions
En 2004, il a prononcé l'une des conférences plénières lors du Congrès européen de mathématiques (« Hydrodynamic limits »). Il a été conférencier invité au Congrès international des mathématiciens 2006 à Madrid avec une conférence intitulée « The periodic Lorentz-Gas in the Boltzmann-Grad limit ».
Il est membre honoraire de l'Institut universitaire de France, dont il a été membre de 1999 à 2004. Il a reçu le prix Louis-Armand de l'Académie française des sciences et a donné l'un des cours Peccot du Collège de France en 1993 Limites hydrodynamiques de modèles cinétiques.
Il est également lauréat en 2006 du prix Madame-Victor-Noury de l’Académie des sciences et il a donné la conférence Harold Grad au 27ème Symposium international de dynamique des gaz raréfiés en 2010 à Pacific Grove .

## Publications
- Analyse réelle et complexe
- Contribution à l'analyse et à la simulation numériques des équations cinétiques décrivant un plasma chaud
- Contributions à l'étude mathémathique des équations du transfert radiatif
- Diffusion Approximation and Hyperbolic Automorphisms of the Torus
- Entropy methods for the Boltzmann equation lectures from a special semester at the Centre Émile Borel, Institut H. Poincaré, Paris, 2001.
- Étude asymptotique et simulation numérique de la propagation laser en milieu inhomogène 	SUDOC (France)
- Étude mathématique de comportements asymptotiques en dynamique des gaz et des plasmas.
- Exemples d'approximation par la diffusion pour les équations cinétiques.
- Existence et stabilité de solutions fortes en théorie cinétique des gaz.
- Homogenization of kinetic models in extended phase space.
- Homogénéisation de modèles cinétiques dans des espaces des phases étendus
- Kinetic equations and asymptotic theory, c2000.
- Limite hydrodynamique des modèles de la théorie cinétique des gaz.
- Mathematical and numerical methods for kinetic models.
- Méthodes mathématiques et numériques pour les modèles cinétiques.
- Nonlinear Partial Differential Equations.
- Numerical method for computing asymptotic states and outgoing distributions for kinetic linear half-space problems.
- Reconstruction methods for inverse problems for Helmholtz-type equations.
- Sur la simulation numérique de l'absorption laser par des méthodes euleriennes
- Sur les équations aux dérivées partielles de la cinétique physique
- The hydrodynamic limit of kinetic equations.